# Micropera utriculosa
Micropera utriculosa är en orkidéart som först beskrevs av Oakes Ames, och fick sitt nu gällande namn av Leslie Andrew Garay. Micropera utriculosa ingår i släktet Micropera och familjen orkidéer. Inga underarter finns listade i Catalogue of Life.